# Uniforme de marinero
El uniforme de marinero es aquel que es utilizado por los marineros de diversas armadas o marinas de guerra. Sus colores predominantes son generalmente el azul oscuro y el blanco y tiene la característica de contar con cuellos rectangulares generalmente azules.

## Historia
Los primeros uniformes de la marinería aparecieron en Gran Bretaña como parte de los uniformes fijados entre los siglos XVIII y XIX.

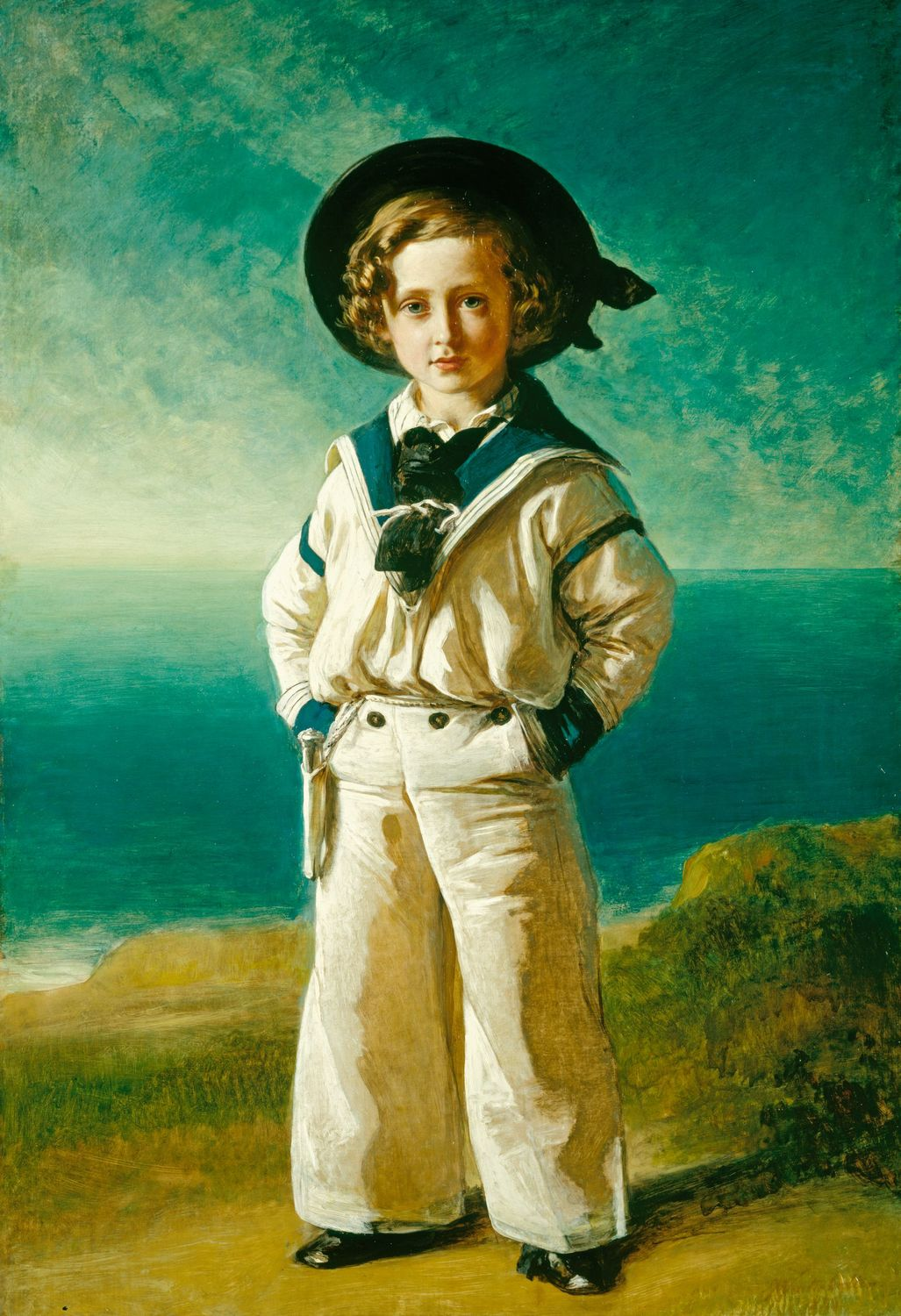
El Príncipe Alberto Eduardo (futuro Eduardo VII del Reino Unido) en traje de marinerito, por Winterhalter, 1846

En los Estados Unidos, el primer uniforme marítimo estándar data de 1817. En el caso del uniforme de verano, consistía de chaqueta de dril blanco, pantalones y chaleco, mientras que el uniforme de invierno era una chaqueta y pantalón azul, chaleco rojo con botones de color amarillo y un sombrero negro. Sólo en el siglo XIX, después de las guerras napoleónicas, los gobiernos comenzaron a prescribir una norma uniforme de vestimenta marítima.
El característico cuello originariamente era un pañuelo aparte. Este pañuelo era al principio de hule, tela impermeable, ya que servía para proteger los hombros y espalda de los pelos largos engrasados del marinero en cuestión. Muchos de los marineros de antaño no sabían nadar, y si caían al agua, era muy difícil rescatarlos, por lo que casi todos se dejaban el pelo largo o melena, para que se les pudiera agarrar fácilmente. Debido a que lo llevaban largo, eran nidos de piojos, por lo que lo llevaban siempre engrasado a modo de protección. Por esto, y para no estropear sus uniformes o prendas de trabajo, utilizaban esa prenda de hule, u otra impermeable, que les cubría los hombros y espalda. Además le añadían una tira alargada (el tafetán, que es el lazo negro que va por debajo de la parte de atrás del cuello y se anuda por delante), para recogerse dicho pelo en una coleta, o trenza, para que no molestara al portador mientras faenaba. Este es el origen práctico de dichas prendas, que al ser usadas por todas las marinas, y estar siempre presentes incluso en ceremonias, se generalizaron hasta nuestros días.
En invierno o cuando el frío lo hacen preciso, como ropa interior para el tronco, se emplea la bayeta, que es una camiseta sin mangas realizada en este tejido liviano de lana.
Otro detalle particular es que la bragueta se cierra tradicionalmente con botones en lugar de con cremalleras. Cuando se popularizaron las cremalleras de metal, este se oxidaba mucho más fácilmente en el ambiente marino y manchaba los uniformes. El que tuvieran más o menos botones no es más que tradición: antiguamente los pantalones no tenían más que uno o dos para mantener cerrada la bragueta.

## Influencias en el ámbito civil
En 1846, cuando Alberto Eduardo, Príncipe de Gales, tenía cuatro años, le dieron una versión reducida de los uniformes usados por los miembros de la Marina Real. Llevó el traje similar al de los marineros ingleses durante un crucero frente a las islas del Canal en septiembre, conmoviendo a su madre y al público en general. Grabados populares, incluyendo el famoso retrato realizado por Winterhalter, difundieron la idea, y para la década de 1870, el llamado traje de marinerito se había convertido en un atuendo infantil normal, para los niños y niñas de todo el mundo.
En España, desde mediados del siglo XX el atuendo de marinerito se volvió el estándar a ser usado en la ceremonia de primera comunión. En varios países de Asia oriental, algunas escuelas siguen exigiendo este traje a los estudiantes. En Japón, esto ha llevado a la fetichización del allí denominado sailor fuku tal como lo demuestra, por ejemplo, su prominencia dentro del manga y el anime (un ejemplo emblemático de ello es la serie Sailor Moon).
Algunos dibujos animados occidentales y personajes cómicos también usan un traje de marinero como su sello distintivo, como por ejemplo Popeye, el Pato Donald y Quico.